# Astiphromma rimosum
Astiphromma rimosum là một loài tò vò trong họ Ichneumonidae.